# Campeonato Mundial de Esqui Estilo Livre de 2023
O Campeonato Mundial de Esqui Estilo Livre de 2023 foi a 19ª edição do evento organizado pela Federação Internacional de Esqui (FIS) e pela Federação de Esqui da Geórgia, na cidade de Bakuriani, na Geórgia, no período de 19 de fevereiro a 4 de março de 2023. Foram disputadas 16 provas de esqui estilo livre, sendo realizado paralelamente o 15º Campeonato Mundial de Snowboard. Essa foi a 1º vez que o país sedia um campeonato mundial de esportes de neve.

## Agenda
Foi realizado um total de 16 eventos nas provas de Esqui estilo livre.
| Q | Qualificação | F | Final |

| Evento ↓ / Data → | Fevereiro | Fevereiro | Fevereiro | Fevereiro | Fevereiro | Fevereiro | Fevereiro | Fevereiro | Fevereiro | Fevereiro | Fevereiro | Fevereiro | Fevereiro | Fevereiro | Fevereiro | Março | Março | Março | Março |
| Evento ↓ / Data → | Dom 19    | Dom 19    | Seg 20    | Ter 21    | Ter 21    | Qua 22    | Qui 23    | Qui 23    | Sex 24    | Sáb 25    | Sáb 25    | Dom 26    | Seg 27    | Seg 27    | Ter 28    | Qua 1 | Qui 2 | Sex 3 | Sáb 4 |
| ----------------- | --------- | --------- | --------- | --------- | --------- | --------- | --------- | --------- | --------- | --------- | --------- | --------- | --------- | --------- | --------- | ----- | ----- | ----- | ----- |
| Ski cross         |           |           |           |           |           |           |           |           | Q         |           |           | F         |           |           |           |       |       |       |       |
| Ski cross equipe  |           |           |           |           |           |           |           |           |           |           |           | F         |           |           |           |       |       |       |       |
| Aerials           |           |           |           | QF        | QF        |           | QM        | F         |           |           |           |           |           |           |           |       |       |       |       |
| Aerials equipe    | F         | F         |           |           |           |           |           |           |           |           |           |           |           |           |           |       |       |       |       |
| Moguls            |           |           |           |           |           |           |           |           |           | Q         | F         |           |           |           |           |       |       |       |       |
| Dual moguls       |           |           |           |           |           |           |           |           |           |           |           | F         |           |           |           |       |       |       |       |
| Slopestyle        |           |           |           |           |           |           |           |           |           |           |           | QM        | QF        | QF        | F         |       |       |       |       |
| Halfpipe          |           |           |           |           |           |           |           |           |           |           |           |           |           |           |           | Q     |       |       | F     |
| Big air           |           |           |           |           |           |           |           |           |           |           |           |           |           |           |           |       |       | Q     | F     |

## Medalhistas
Esses foram os resultados da competição.

### Masculino
| Evento               | Ouro                            | Ouro                      | Prata                            | Prata                        | Bronze                         | Bronze                  |
| -------------------- | ------------------------------- | ------------------------- | -------------------------------- | ---------------------------- | ------------------------------ | ----------------------- |
| Big air detalhes     | Troy Podmilsak · Estados Unidos | 187.75                    | Lukas Müllauer · Áustria         | 184.50                       | Birk Ruud · Noruega            | 183.50                  |
| Slopestyle detalhes  | Birk Ruud · Noruega             | 90.75                     | Christian Nummedal · Noruega     | 87.08                        | Andri Ragettli · Suíça         | 84.33                   |
| Aerials detalhes     | Noé Roth · Suíça                | 118.59                    | Quinn Dehlinger · Estados Unidos | 114.48                       | Yang Longxiao · China          | 110.18                  |
| Moguls detalhes      | Mikaël Kingsbury · Canadá       | 89.82                     | Matt Graham · Austrália          | 88.90                        | Walter Wallberg · Suécia       | 88.52                   |
| Halfpipe detalhes    | Brendan Mackay · Canadá         | 97.25                     | Jon Sallinen · Finlândia         | 95.75                        | Alex Ferreira · Estados Unidos | 93.00                   |
| Dual moguls detalhes | Mikaël Kingsbury · Canadá       | Mikaël Kingsbury · Canadá | Walter Wallberg · Suécia         | Walter Wallberg · Suécia     | Matt Graham · Austrália        | Matt Graham · Austrália |
| Ski cross detalhes   | Simone Deromedis · Itália       | Simone Deromedis · Itália | Florian Wilmsmann · Alemanha     | Florian Wilmsmann · Alemanha | Erik Mobärg · Suécia           | Erik Mobärg · Suécia    |

### Feminino
| Event                | Ouro                             | Ouro                     | Prata                        | Prata                        | Bronze                       | Bronze                   |
| -------------------- | -------------------------------- | ------------------------ | ---------------------------- | ---------------------------- | ---------------------------- | ------------------------ |
| Big air detalhes     | Tess Ledeux · França             | 186.75                   | Sandra Eie · Noruega         | 175.00                       | Megan Oldham · Canadá        | 174.00                   |
| Slopestyle detalhes  | Mathilde Gremaud · Suíça         | 87.95                    | Megan Oldham · Canadá        | 87.75                        | Johanne Killi · Noruega      | 84.71                    |
| Aerials detalhes     | Kong Fanyu · China               | 85.30                    | Danielle Scott · Austrália   | 83.84                        | Anastasiya Novosad · Ucrânia | 82.84                    |
| Moguls detalhes      | Perrine Laffont · França         | 87.40                    | Jaelin Kauf · Estados Unidos | 83.56                        | Avital Carroll · Áustria     | 80.19                    |
| Halfpipe detalhes    | Hanna Faulhaber · Estados Unidos | 95.75                    | Zoe Atkin · Grã-Bretanha     | 94.50                        | Rachael Karker · Canadá      | 92.25                    |
| Dual moguls detalhes | Perrine Laffont · França         | Perrine Laffont · França | Jaelin Kauf · Estados Unidos | Jaelin Kauf · Estados Unidos | Avital Carroll · Áustria     | Avital Carroll · Áustria |
| Ski cross detalhes   | Sandra Näslund · Suécia          | Sandra Näslund · Suécia  | Katrin Ofner · Áustria       | Katrin Ofner · Áustria       | Fanny Smith · Suíça          | Fanny Smith · Suíça      |

### Misto
| Event                     | Ouro                                                                    | Ouro                                   | Prata                                          | Prata                                     | Bronze                                                               | Bronze                                  |
| ------------------------- | ----------------------------------------------------------------------- | -------------------------------------- | ---------------------------------------------- | ----------------------------------------- | -------------------------------------------------------------------- | --------------------------------------- |
| Aerials equipe detalhes   | Estados Unidos · Ashley Caldwell · Christopher Lillis · Quinn Dehlinger | 331.37                                 | China · Kong Fanyu · Li Tianma · Yang Longxiao | 320.71                                    | Ucrânia · Anastasiya Novosad · Oleksandr Okipniuk · Dmytro Kotovskyi | 255.56                                  |
| Ski cross equipe detalhes | Suécia · David Mobärg · Sandra Näslund                                  | Suécia · David Mobärg · Sandra Näslund | Canadá · Reece Howden · Marielle Thompson      | Canadá · Reece Howden · Marielle Thompson | Itália · Federico Tomasoni · Jole Galli                              | Itália · Federico Tomasoni · Jole Galli |

## Quadro de medalhas
A seguir o quadro final de medalhas. 
| Ordem | País           | Medalha de ouro | Medalha de prata | Medalha de bronze | Total |
| ----- | -------------- | --------------- | ---------------- | ----------------- | ----- |
| 1     | Estados Unidos | 3               | 3                | 1                 | 7     |
| 2     | Canadá         | 3               | 2                | 2                 | 7     |
| 3     | França         | 3               | 0                | 0                 | 3     |
| 4     | Suécia         | 2               | 1                | 2                 | 5     |
| 5     | Suíça          | 2               | 0                | 2                 | 4     |
| 6     | Noruega        | 1               | 2                | 2                 | 5     |
| 7     | China          | 1               | 1                | 1                 | 3     |
| 8     | Itália         | 1               | 0                | 1                 | 2     |
| 9     | Áustria        | 0               | 2                | 2                 | 4     |
| 10    | Austrália      | 0               | 2                | 1                 | 3     |
| 11    | Alemanha       | 0               | 1                | 0                 | 1     |
| 11    | Finlândia      | 0               | 1                | 0                 | 1     |
| 11    | Grã-Bretanha   | 0               | 1                | 0                 | 1     |
| 14    | Ucrânia        | 0               | 0                | 2                 | 2     |
| Total | Total          | 16              | 16               | 16                | 48    |